# Торре-Ле-Ночелле
Торре-Ле-Ночелле (итал. Torre Le Nocelle) — коммуна в Италии, располагается в регионе Кампания, в провинции Авеллино.
Население составляет 1370 человек (2008 г.), плотность населения составляет 137 чел./км². Занимает площадь 10 км². Почтовый индекс — 83030. Телефонный код — 0825.
Покровителем коммуны почитается священномученик Кириак, диакон Римский, празднование 16 марта и 8 августа.

## Демография
Динамика населения:

## Администрация коммуны
- Официальный сайт: https://web.archive.org/web/20080415011005/http://torrelenocelle.asmenet.it/